# Дронеро
Дронеро (італ. Dronero, п'єм. Droné) — муніципалітет в Італії, у регіоні П'ємонт,  провінція Кунео.
Дронеро розташоване на відстані близько 510 км на північний захід від Рима, 75 км на південь від Турина, 18 км на північний захід від Кунео.
Населення — 7097 осіб (2014).
Щорічний фестиваль відбувається Seconda неділі вересня. Покровитель — Madonna di Ripoli.

## Демографія
Населення за роками:

Станом на 1 січня 2023 року в муніципалітеті офіційно проживало 1217 іноземців з 45 країн, серед них 301 громадянин країн Євросоюзу та 4 громадяни України.

## Сусідні муніципалітети
- Буска
- Каральйо
- Картіньяно
- Кастельманьо
- Монтемале-ді-Кунео
- Монтероссо-Грана
- Прадлевес
- Роккабруна
- Сан-Дам'яно-Макра
- Віллар-Сан-Костанцо